# Phalaenopsis 'Mambo'
Phalaenopsis 'Mambo' est un cultivar hybride artificiel d'orchidées, du genre Phalaenopsis.

## Parenté
Phal. 'Mambo' = Phalaenopsis amboinensis × Phalaenopsis mannii.

## Descendance
- Phalaenopsis 'Caribbean Sunset' = Phalaenopsis 'Cassandra' × Phal. 'Mambo'.
- Phalaenopsis 'Golden Emperor' = Phalaenopsis 'Snow Daffodil' × Phal. 'Mambo'.
- 'Phalaenopsis 'Sierra Gold' = Phalaenopsis 'Deventeriana' × Phal. 'Mambo'.
- Phalaenopsis 'Troy' = Phal. 'Mambo' × Phalaenopsis 'Princess Kaiulani'.